# Kuşadası
Kuşadası [kuʃadasɯ] („ptačí ostrov“) je přístavní město se zhruba 50 000 obyvatel v provincii Aydın na západním pobřeží Turecka při Egejském moři, 60 km jižně od İzmiru. Ve vzdálenosti pouhých 20 km jihozápadně od Kuşadası leží řecký ostrov Samos; plavba mezi nimi trvá zhruba jednu a čtvrt hodiny. Kuşadası – dříve rybářské městečko – je dnes významným střediskem turistického ruchu, východiskem k plavbám po Egejském moři a výletům k nedalekým pozůstatkům antického města Efesos.

## Güvercinada
Güvercinada („Holubí ostrov“) byl díky strategické poloze během válek v otomanské době a dříve využíván pro obranu pobřeží a útokům z moře. Stojí na něm byzantský hrad, který původně sloužil jako obrana proti pirátům (Pirátský hrad).
Mimoto že se odtamtud naskýtá nádherný výhled na Kusadasi, je na něm v současnosti mnoho restaurací nabízející pokrmy z mořských plodů.

## Kadinlar Denizi
Kadinlar Denizi („Dámská pláž“) je nejznámější pláž v Kuşadasi, obnovena v roce 2000. Podél pláže je promenáda plná kaváren a hotelů.

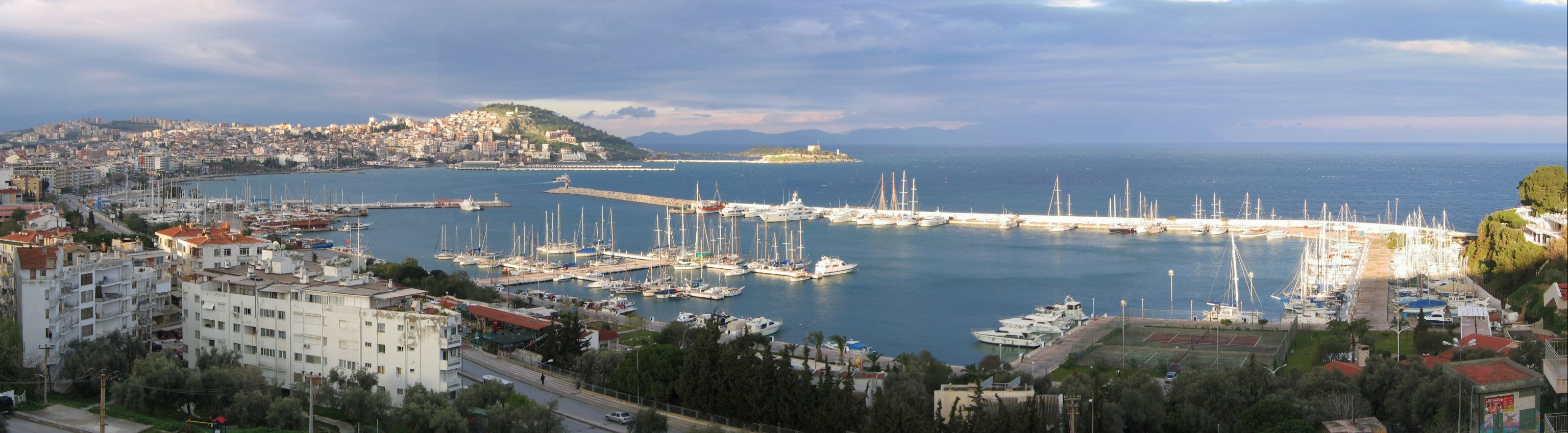
Přístav Kuşadası